# Zdeněk Mlynář (Politiker)

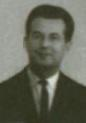
Zdeněk Mlynář

Zdeněk Mlynář (* 22. Juni 1930 in Vysoké Mýto; † 15. April 1997 in Wien) war ein tschechoslowakischer Politiker und Politologe. Er war einer der Hauptakteure des Prager Frühlings und Autor des politischen Teils des Aktionsprogramms der KSČ vom 5. April 1968.

## Leben
Mlynář war Sohn eines Offiziers. 1946 wurde er Mitglied der KSČ. Ursprünglich wollte er Insektenforscher werden, studierte dann aber von 1951 bis 1955 Rechtswissenschaften an der Lomonossow-Universität in Moskau. 1955 arbeitete er als Mitarbeiter der Generalstaatsanwaltschaft in Prag. 1956 wechselte er zum Institut für Staat und Recht an der Akademie der Wissenschaften (ČSAV).
Im März 1964 wurde Mlynář beim ZK der KSČ Sekretär der Rechtskommission. Im April 1968 übernahm er als ZK-Sekretär auch deren Leitung. In diesen Funktionen wurde er zu einem der Hauptakteure des Prager Frühlings. Er war Autor des politischen Teils des Aktionsprogramms der KSČ vom 5. April 1968. Er gehörte zu den engsten Beratern um Alexander Dubček, für den er auch Reden verfasste.
Nach der Okkupation des Landes durch Truppen des Warschauer Paktes nahm Mlynář an den Verhandlungen in Moskau teil und unterzeichnete das Moskauer Protokoll. Aus Protest gegen die Entwicklung nach August 1968 und gegen den Truppenstationierungsvertrag trat er im November 1968 von allen Ämtern zurück. Im Jahr 1970 wurde er aus der KSČ ausgeschlossen. Bis 1977 arbeitete Mlynář in der entomologischen Abteilung des Nationalmuseums.
Mlynář gehörte zu den Initiatoren und Mitverfassern der Charta 77. Im Laufe der Verfolgung der Charta-Unterzeichner durch die Staatssicherheit (StB) wurde er in die Emigration gezwungen.
Im österreichischen Exil veröffentlichte Mlynář 1978 das Buch Nachtfrost, in dem er die Hintergründe, den Aufstieg und Niedergang des Prager Frühlings erläutert.
Zunächst arbeitete Mlynář als wissenschaftlicher Mitarbeiter des Internationalen Instituts für Systemanalyse in Laxenburg bei Wien. Von etwa 1982 bis 1989 leitete Mlynar ein Forschungsprojekt „Krisen in den Systemen sowjetischen Typs“, aus dem eine Reihe von Veröffentlichungen hervorging. Ab 1989 lehrte er bis zu seinem Tod als Professor am Institut für Politikwissenschaft an der Universität Innsbruck. Er starb am 15. April 1997 im Alter von 66 Jahren in Wien an Lungenkrebs.

## Privates
Während seines Studiums in Moskau wohnte Mlynář im Studentenwohnheim im selben Zimmer mit Michail Gorbatschow, mit dem ihn bis zuletzt eine Freundschaft verband. Mlynar war ein Studienfreund des späteren Staatschefs der Sowjetunion Michail Gorbatschow, der dann mit seiner Glasnost- und Perestroika-Politik die Reformierung der erstarrten kommunistischen Welt fortsetzen sollte , vgl. die Ausführungen von Raissa Gorbatschowa in: „Leben heißt hoffen, 1991, mit gutem Foto aus der Zeit“ und Brief an Gorbatschow.
Aus erster Ehe mit Rita Klímová geb. Budínová stammen die Tochter Milena Bartlová und der Sohn Vladimír Mlynář. In zweiter Ehe war Mlynář mit der tschechischen Philosophin und Soziologin Irena Dubská verheiratet.

## Schriften
- Nachtfrost: Erfahrungen auf dem Weg vom realen zum menschlichen Sozialismus. Europäische Verlagsanstalt, Köln, Frankfurt am Main 1978. (tschech.: Mráz přichází z kremlu.)

- Die Normalisierung in der Tschechoslowakei nach dem Jahre 1968, in: Wlodzimierz Brus, Pierre Kende, Zdenek Mlynar: „Normalisierungsprozesse“ im sowjetisierten Mitteleuropa, Forschungsprojekt Krisen in den Systemen sowjetischen Typs, Geleitet von Zdenek Mlynar mit wissenschaftlichem Beirat, Studie Nr. 1, Oktober 1982 (ohne Ort)[2]

- mit Michail Gorbatschow: Gespräche in Wien, Moskau und Prag (hrsg. und übers. von Klaus Kukuk). Verlag am Park, Berlin 2019, ISBN 978-3-947094-36-3.